# لوبيا بصلية صدئة
لوبيا بصيلية صدئة (الاسم العلمي:Pachyrhizus ferrugineus) هي نوع من النبات يتبع جنس اللوبيا البصلية من فصيلة البقولية.